# 洗冰車

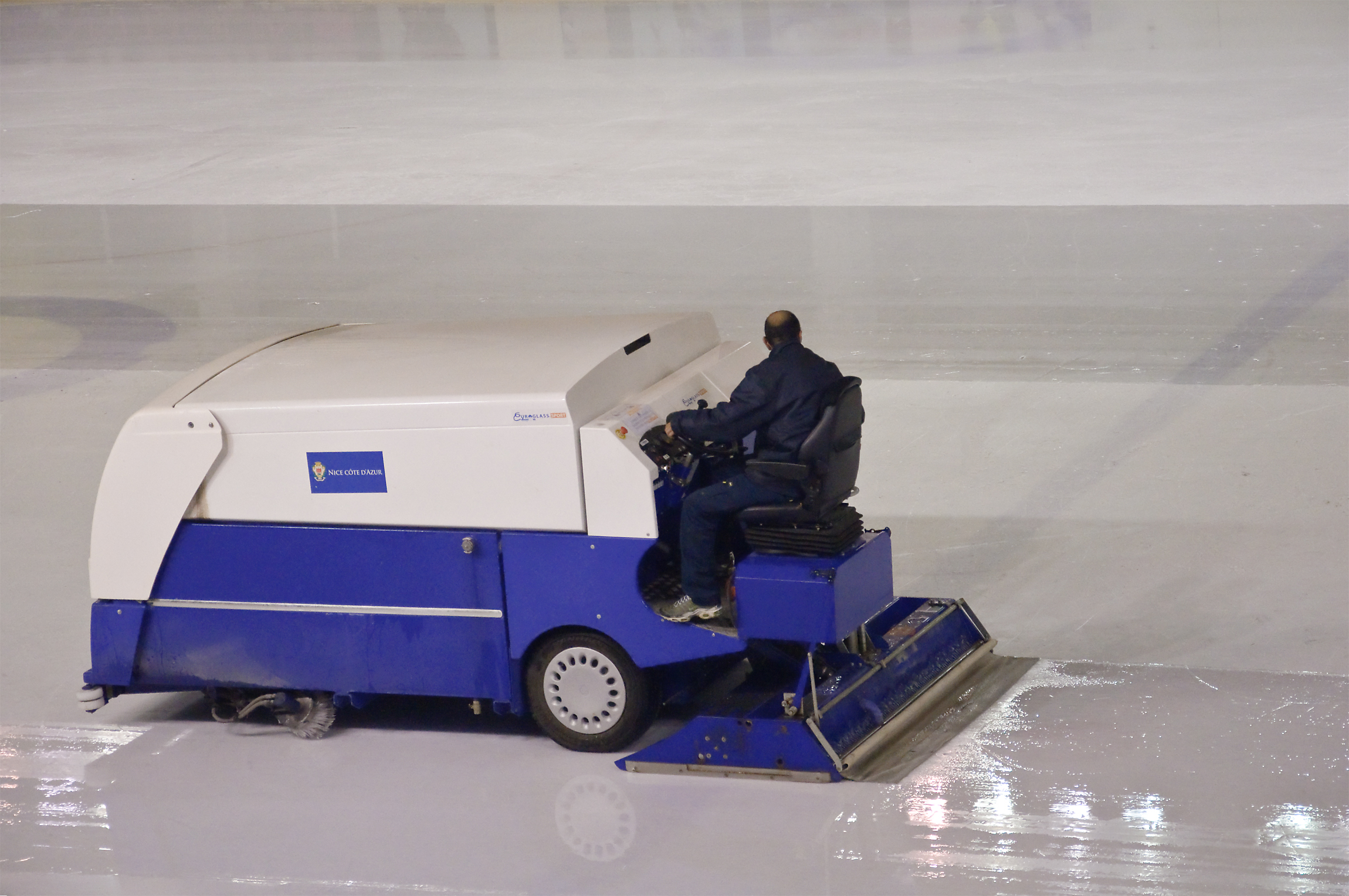
洗冰車能夠噴射出一層乾淨的水，這將會使地面凍結並且形成一個光滑的冰面

洗冰車是一種專門清洗冰面的工具車輛，廣泛應用於世界各地的人工滑冰場。法蘭克·贊博尼在1949年1月15日发明了世界上第一台洗冰机，他所創立的公司至今仍是美國地區製造洗冰車的大廠之一。2013年1月16日，法蘭克·贊博尼112歲誕辰，Google特地設計了紀念的小遊戲於其首頁Logo。

## 技術
洗冰車主要由廢水收集槽、熱水罐、清潔劑容器、冰鏟以及刷子組成，發動機或電動機則負責推動控制上述裝置的液壓裝置與車輛的移動功能。
冰鏟裝置在車輛前部，作業時，冰鏟利用洗冰車本身的重量所施加的壓力，均勻地刮除表層的一層冰（刮除的深淺可由液壓裝置控制），清潔劑隨後噴出，噴除任何鬆動部分並進行基本清潔，產生的廢冰由刷子集中收集，並由一個螺旋輸送器收送至廢水儲存槽。收入儲存槽的冰融為水後，經一定的過濾送至熱水罐再利用。

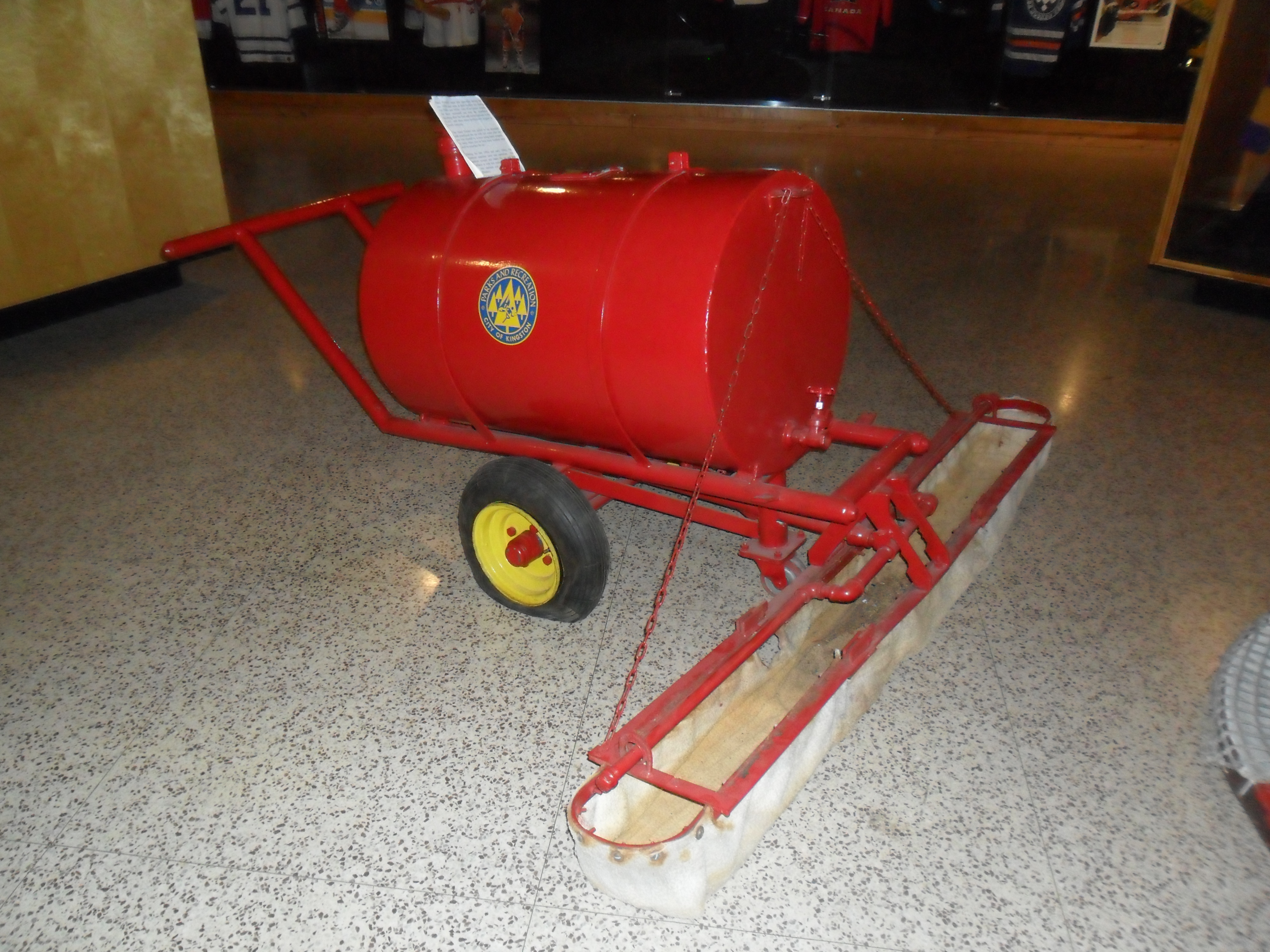
機械化的冰鏟發明之前，使用手動的方式，利用一層熱水均勻的鋪設溜冰場。照片攝於國際冰球名人堂。

最後，裝置在車輛後部的灑水管均勻地噴灑出一層熱水（溫度約在140°F至160°F，60℃），填補冰面缺陷並形成一層乾淨的表面，由車輛尾部的毛刷確保冰面平整一致。使用熱水是為了稍微融化下方的冰層，形成更堅固的接合面，讓冰面不易崩碎或開裂，增加新冰面的耐用度與安全性。許多溜冰場中所用的水會被過濾，以除去任何礦物質或化學物質，這些雜質可能使冰脆、軟，或是影響冰面的顏色和清晰度。

## 外部連結
- How does an ice-resurfacing machine work? （页面存档备份，存于）（英文）
- Zamboni Google Doodle （页面存档备份，存于）（英文）
- https://web.archive.org/web/20090331195502/http://www.pub.umich.edu/daily/1997/feb/02-20-97/arts/arts1.html （英文）
- Zamboni Ice Resurfacers （页面存档备份，存于） （英文）
- Olympia Ice Resurfacers （页面存档备份，存于） （英文）